# Senado veneciano

Los funerales del dux en San Juan y San Pablo, cuadro de Gabriele Bella representando el funeral de Alvise Giovanni Mocenigo, 118º dux de Venecia, en enero de 1779. Los senadores están en primer plano, vestidos de rojo.

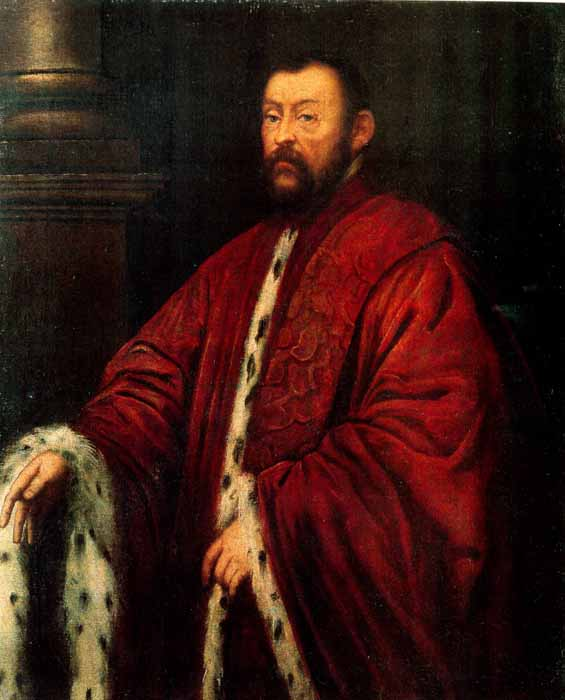
Senador Marcantonio Barbaro, cuadro de 1593 de Tintoretto.

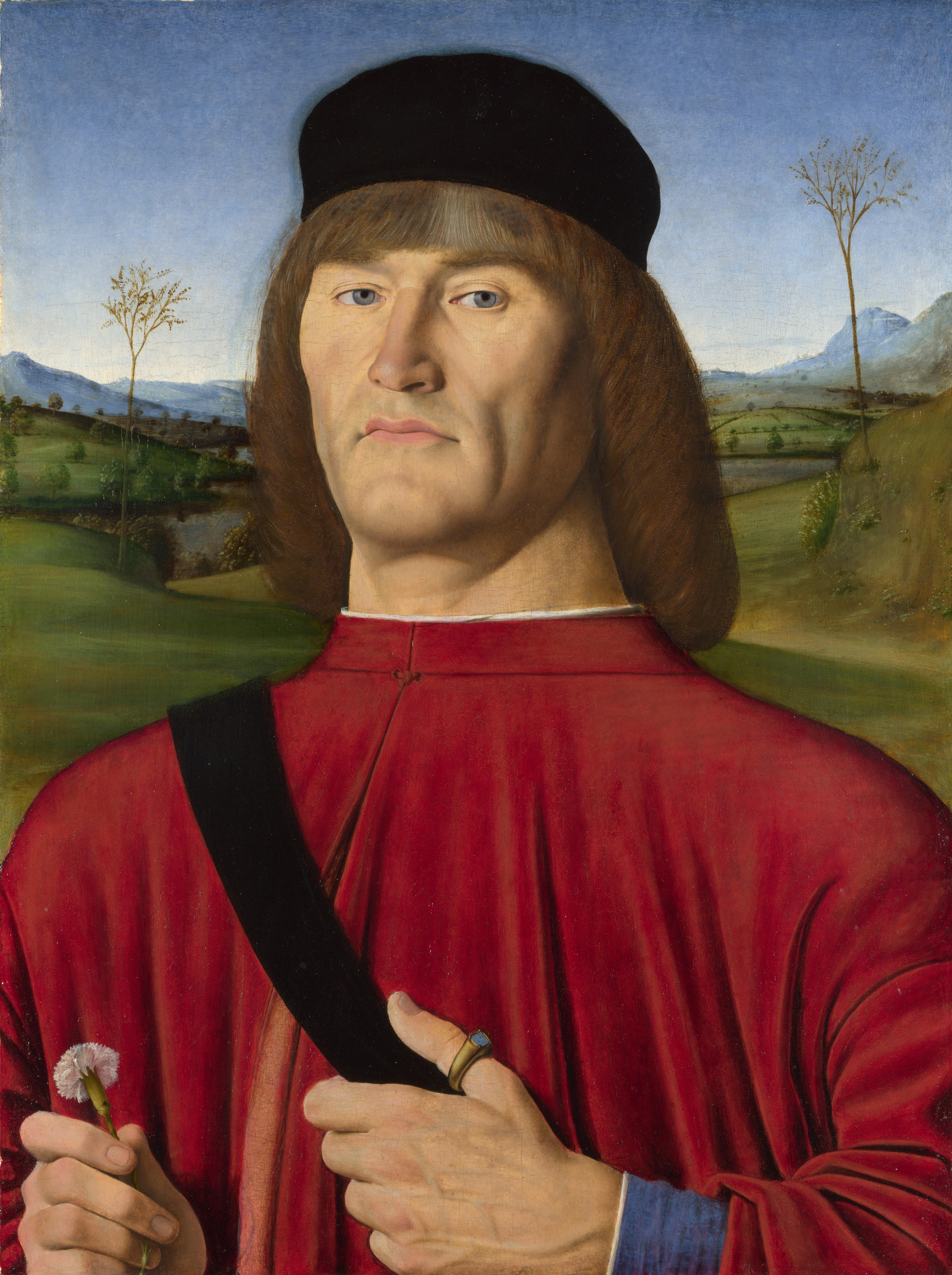
Senador pintado por Andrea Solario (1495).

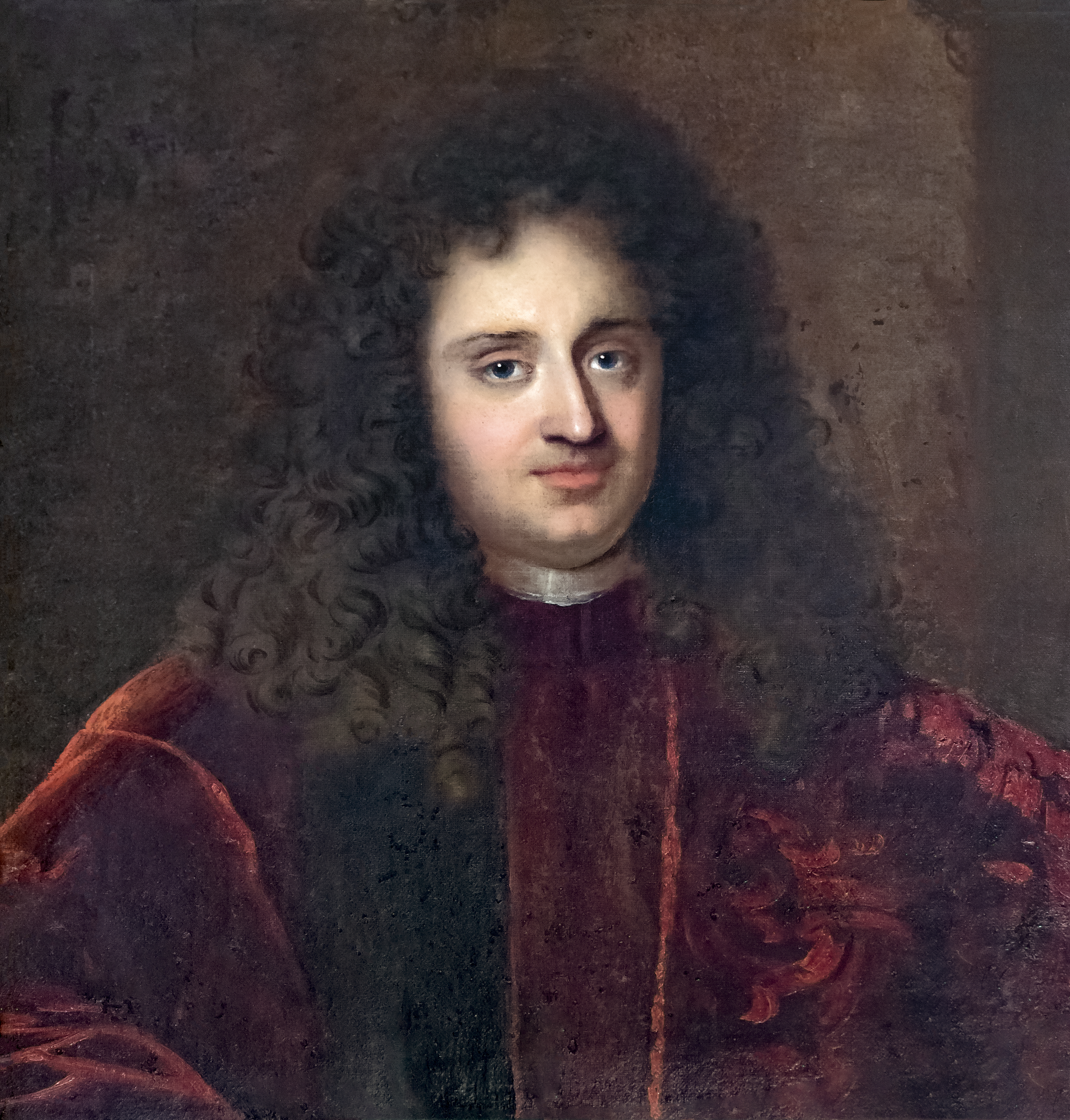
Senador pintado por Sebastiano Bombelli.

El Senado veneciano (en veneciano: Senato), formalmente el Consiglio dei Pregadi o Consiglio dei Rogadi (lit. 'Consejo de los Rogadores', del veneciano du pregare, que significa "rezar", "rogar") y en latín: Consilium Rogatorum), fue uno de los principales órganos constitucionales, deliberativo y legislativo de la República de Venecia.

## Creación
El Senado veneciano fue fundado en 1229, o menos probablemente poco antes de esa fecha. Su creación fue tanto el resultado del creciente predominio del elemento aristocrático en la República, como de la necesidad de gobernar un territorio mucho más extenso que el anterior Dogado y que seguía expandiéndose a un ritmo acelerado.
El Senado nació como asamblea deliberante superior de la República, con un mecanismo de toma de decisiones más ágil y restringido que el soberano Gran Consejo (Maggior Consiglio), mucho más amplio y difícil de manejar. Estaba formado por un comité selecto de sesenta hombres, elegidos por el Gran Consejo, para deliberar sobre los decretos relativos a la fiscalidad, el comercio, la política exterior y las operaciones militares, en lugar del Gran Consejo. 
Inicialmente se le llamaba Consejo de los Pregadi o de los Rogati, haciendo referencia, literalmente, al hecho de que en un principio se pedía a los senadores que dieran su consejo al dux, mientras que el nombre de "Senado" no se le aplicó hasta finales del siglo XIV, bajo la influencia del humanismo renacentista.  Los pregadi sS distinguían por el hecho de que vestían túnicas rojas, a diferencia de las túnicas negras utilizadas por otros patricios. El Senado se reunía en la sala del mismo nombre del Palacio Ducal.

## Composición y funciones
En un principio, estaba subordinado a otro comité similar, el Consejo de los Cuarenta (Quarantia), pero su importancia creció rápidamente. En el proceso, a los sesenta miembros que cumplían mandatos anuales se fueron sumando otros grupos.

### Miembros electivos y natos
El Senado estaba presidido por la Serenissima Signoria. El dux de Venecia y los seis consejeros ducales eran miembros de oficio, incluso después de la expiración de sus mandatos.
Luego estaban los pregadi: 
- En primer lugar, los sesenta senadores anuales elegidos por el Gran Consejo.
- Posteriormente se unieron otros senadores que constituyeron la llamada Zonta, es decir, "adición", instituida en 1363 con veinte miembros, que luego aumentaron a cuarenta en 1413, alcanzando el número final de sesenta senadores de la Zonta desde 1450. Se renovaba por decreto de año en año y se llegó a convertir en parte ordinaria y perpetua del Senado en 1506.[2]

A estos miembros elegidos se unían entonces, de derecho, todo el Consejo de los Diez (desde 1321), el Consejo de los Cuarenta (desde 1324) y los Avogadori de Comùn. 
Desde 1305, los Procuradores de San Marcos también formaron parte del Senado por derecho, sin decreto previo del Gran Consejo.

## Miembros de oficio
En los trabajos del Senado participaban ocasionalmente numerosos magistrados y funcionarios del Estado, llamados para tratar de oficio, sobre las materias que fueran de su competencia:
- Comandantes militares, empezando por el Capitán del Golfo, el Capitán General del Mar y el capitán general de Teraferma.
- Embajadores, bailíos y cónsules que salían o regresaban de sus misiones
- Podestàs y gobernadores de las ciudades y territorios sujetos
- Provveditori y miembros de las Magistraturas y Diputaciones
- Los hijos y nietos de un dux eran admitidos, desde 1473, una vez cumplidos los 30 años, privilegio que pronto se extendió también a los hermanos de un dux, restringiéndose de nuevo en 1623 a un solo hermano y a un solo hijo (o, en su defecto, a un sobrino), mientras que a partir de 1763 fueron admitidos los dos hijos mayores de un dux.[4]

Los senadores no eran iguales: algunos miembros tenían derecho a votar propuestas (por ballotta), otros a presentar propuestas (por parte), otros tenían ambos derechos y otros ninguno. En total, unos 300 hombres (de un total estimado de 2.500 nobles en 1500) tenían un escaño en el Senado, pero solo unos 230 de ellos tenían derecho a voto. El número mínimo para que hubiera quórum se fijaba en 70, pero lo más habitual era que asistieran alrededor de 180 nobles. La elección de los miembros del Senado se hacía por períodos de un año, pero con frecuencia los mismos hombres eran reelegidos continuamente, lo que garantizaba tanto la experiencia como la continuidad en la toma de decisiones políticas.
Hay que señalar, sin embargo, que debido a la costumbre de asignar varios cargos a una misma persona, muchos de estos funcionarios representaban a menudo varias funciones diferentes al mismo tiempo y eran a su vez senadores electos.
Las reuniones del Senado estaban presididas por el Colegio Plenario (Pien Collegio), el brazo ejecutivo efectivo del gobierno veneciano, que se encargaba de preparar los asuntos para su discusión en el Senado mediante los Sabios del Consejo (Savi del Consiglio).